# Grant Bramwell
Grant Bramwell   (Gisborne, 28 de gener de 1961) és un piragüista neozelandès, ja retirat, que va competir durant la dècada de 1980.
El 1984 va prendre part en els Jocs Olímpics d'Estiu de Los Angeles, on va guanyar la medalla d'or en la prova del K-4 1.000 metres del programa de piragüisme. Formà equip amb Ian Ferguson, Paul MacDonald i Alan Thompson. Quatre anys més tard va prendre part, sense sort, als Jocs de Seül.
En el seu palmarès també destaca una medalla de bronze al Campionat del Món en aigües tranquil·les de 1985.